# Rolando Ugolini
Rolando Ugolini (ur. 4 czerwca 1924, Lukka, zm. 10 kwietnia 2014, Edynburg) – włoski piłkarz występujący na pozycji bramkarza. Całą swoją piłkarską karierę spędził w klubach Wielkiej Brytanii. Ugolini przeniósł się do Szkocji w wieku trzech lat. Jego pierwszym klubem był Celtic F.C., później zaś przez dziewięć lat reprezentował barwy Middlesbrough. Później grał jeszcze we Wrexham i Dundee United, zaś jego ostatnim klubem było Berwick Rangers.